# What About Brian
 (août 2025).
Si vous disposez d'ouvrages ou d'articles de référence ou si vous connaissez des sites web de qualité traitant du thème abordé ici, merci de compléter l'article en donnant les références utiles à sa vérifiabilité et en les liant à la section « Notes et références ».
What About Brian est une série télévisée américaine en 25 épisodes de 42 minutes créée par Dana Stevens dont 24 épisodes ont été diffusés entre le 12 octobre 2005 et le 26 mars 2007 sur le réseau ABC.
En France, la série est diffusée depuis le 12 mai 2007 sur TF1.
Produite par J. J. Abrams (créateur des séries à succès Alias, Fringe et Lost : Les Disparus), cette série met en scène Barry Watson, connu pour son rôle dans Sept à la maison.

## Synopsis
Brian Davis est un jeune célibataire de 34 ans dont l'entourage tente de le pousser à se marier pour rejoindre « le club » (entendez celui des non-célibataires).

## Distribution

### Acteurs principaux
- Barry Watson (VF : Mathias Kozlowski) : Brian Davis
- Rosanna Arquette (VF : Brigitte Berges) : Nicole « Nic » Varzi
- Matthew Davis (VF : Alexis Victor) : Adam Hillman
- Rick Gomez (VF : Philippe Bozo) : Dave Greco
- Amanda Detmer (VF : Ninou Fratellini) : Deena Greco
- Raoul Bova (VF : Adrien Antoine) : Angelo Varzi (épisodes 1-6, 10)
- Sarah Lancaster (VF : Caroline Lallau) : Marjorie Seever (épisodes 1-6, 17-19)
- Tiffani-Amber Thiessen (VF : Virginie Mery) : Natasha Drew (épisodes 21-25)
- Jessica Szohr (VF : Maël Davan-Soulas) : Laura (épisodes 20-25)

### Acteurs secondaires

#### Saison 1
- Rachelle Lefèvre (VF : Valérie Nosrée) : Heather Hillman (épisodes 5, 7-19)
- Mikaila Baumel (VF : Camille Timmerman) : Larissa Greco
- Payton Spencer (VF : Clara Poincare) : Geneva Greco
- Jon Hamm (VF : Serge Biavan) : Richard Povich

#### Saison 2
- Krista Allen (VF : Sybille Tureau) : Bridget Keller (épisodes 12-22)
- Jason George (VF : Denis Laustriat) : Jimmy
- Amanda Foreman (VF : Natacha Muller) : Ivy
- William Devane (VF : Jean Barney) : Michael Davis

## Épisodes

### Première saison (2005-2006)
1. Le Choix de Brian (Pilot)
2. Lisa et Lisa (Two In Twenty-Four)
3. Ça déménage (Moving Day)
4. Laissez un message (The Importance of Being Brian)
5. L'Amour libre (Sex, Lies, and Videotape)
6. titre français inconnu (What Happens In Vegas) (DVD seulement)

### Deuxième saison (2006-2007)
1. Secondes chances (What About Second Chances...)
2. ...Ou qu'il se taise à jamais (What About the Wedding...)
3. Frères ennemis (What About Denial...)
4. Le Pari (What About the Fish...)
5. Comment dire adieu (What About the Boxes...)
6. Au boulot ! (What About What Was Supposed to Be...)
7. Premiers pas (What About First Steps...)
8. Secrets et omissions (What About Secrets...)
9. Nouvelles tentatives (What About True Confessions...)
10. Heureux événements (What About the Tangled Web...)
11. Quand on parle des ex ... (What About the Exes...)
12. Retour de flamme (What About Marjorie...)
13. Entre chiens et chats (What About the Lake House...)
14. De concessions en concessions (What About Finding Your Place...)
15. L'Heure des tentations (What About Temptations...)
16. La Valse des couples (What About Strange Bedfellows...)
17. Strass et paillettes (What About All That Glitters...)
18. Les Amants cachés (What About Secret Lovers...)
19. Les Copains d'abord (What About Calling All Friends...)

## Renouvellement et annulation
La série fut l'une des séries les moins suivies de la chaîne ABC au cours de sa première saison. À la fin de la première saison, ABC hésitait entre le renouvellement de Invasion, une série de science-fiction très populaire, et What About Brian et c'est cette dernière qui a été choisie. Cette décision fut très critiquée pour la seule et bonne et raison que la série Invasion fut très appréciée et avait une communauté de fans importante, les rumeurs disant que les dirigeants ont choisi What About Brian parce que la série est coproduite par J.J. Abrams (le créateur de Alias et Lost). La série fut renouvelée pour une saison complète de 22 épisodes pour sa deuxième saison mais avec des résultats assez faibles. ABC a choisi de la réduire à 19 pour enfin l'annuler.